# Twilight sága: Stmívání
Twilight sága: Stmívání (původní anglický název Twilight) je americký romantický fantasy thriller z roku 2008 o délce 121 min., první díl filmové série Stmívání. Film, natočený podle stejnojmenného románu Stephenie Meyerové, měl premiéru v listopadu roku 2008.

## Postavy a obsazení
| Kristen Stewartová  | Isabella „Bella“ Marie Swan    |
| Robert Pattinson    | Edward Anthony Masen Cullen    |
| Peter Facinelli     | Dr. Carlisle Cullen            |
| Elizabeth Reaserová | Esmé Anne Platt Evenson Cullen |
| Ashley Greene       | Mary Alice Brandon Cullen      |
| Jackson Rathbone    | Jasper Whitlock Hale           |
| Nikki Reedová       | Rosalie Lillian Hale           |
| Kellan Lutz         | Emmett McCarty Cullen          |
| Taylor Lautner      | Jacob Black                    |
| Gil Birmingham      | Billy Black                    |
| Billy Burke         | Charlie Swan                   |
| Sarah Clarke        | Renée Dwyer                    |
| Cam Gigandet        | James                          |
| Rachelle Lefevre    | Victoria                       |
| Edi Gathegi         | Laurent                        |
| Michael Welch       | Mike Newton                    |
| Justin Chon         | Eric Yorkie                    |
| Anna Kendrick       | Jessica Stanley                |
| Christian Serratos  | Angela Weber                   |
| Gregory Tyree Boyce | Tyler Crowley                  |

## Soundtrack
Hudba k filmu vyšla na dvou CD: Twilight: Original Motion Picture Soundtrack a Twilight: The Score. První CD obsahuje skladby různých autorů, na druhém je instrumentální hudba zkomponovaná Carterem Burwellem.

### Seznam skladebTwilight: Original Motion Picture Soundtrack
- 01. Muse – Supermassive Black Hole
- 02. Paramore – Decode
- 03. The Black Ghosts – Full Moon
- 04. Linkin Park – Leave Out All the Rest
- 05. MuteMath – Spotlight (Twilight mix)
- 06. Perry Farrell – Go All the Way (Into the Twilight)
- 07. Collective Soul – Tremble for My Beloved
- 08. Paramore – I Caught Myself
- 09. Blue Foundation – Eyes on Fire
- 10. Rob Pattinson – Never Think
- 11. Iron & Wine – Flightless Bird, American Mouth
- 12. Carter Burwell – Bellas Lullaby

### Seznam skladebTwilight: The Score
- 01. How I Would Die
- 02. Who Are They?
- 03. Treaty
- 04. Phascination Phase
- 05. Humans Are Predators Too
- 06. I Dreamt Of Edward
- 07. I Know What You Are
- 08. The Most Dangerous Predator
- 09. The Skin Of A Killer
- 10. The Lion Fell In Love With The Lamb
- 11. Complications
- 12. Dinner With His Family
- 13. I Would Be The Meal
- 14. Bella’s Lullaby
- 15. Nomads
- 16. Stuck Here Like Mom
- 17. Bella Is Part Of The Family
- 18. Tracking
- 19. In Place Of Someone You Love
- 20. Showdown In The Ballet Studio
- 21. Edward At Her Bed